# Festival de la Cançó d'Eurovisió Júnior 2021
El XIX Festival de la Cançó d'Eurovisió Júnior va ser la dinovena edició del festival júnior. Després de la victòria per primera vegada de França en l'anterior edició, el país faria el paper d'amfitrió, concretament a París el 19 de desembre.
Aquest va ser el primer festival que es va realitzar a França després de 1999, quan es va dur a terme el Festival Eurovisió de Joves Ballarins a la ciutat de Lió; el primer festival que es va celebrar a París des de 1989, on també va tenir lloc el Festival de Joves Ballarins, i el primer festival de la cançó a la Ciutat de la llum des de la celebració del Festival de 1978.

## Organització

### Seu del festival
El concurs va tenir lloc a França, després de la seva victòria en l'edició de 2020 amb la cançó «J'imagine», interpretada per Valentina. Va ser la vuitena vegada que el concurs es va realitzar al país guanyador de l'any anterior.

### Fase de licitació i selecció de ciutat amfitriona
El 9 de desembre de 2020, la UER va confirmar que França, per haver guanyat el concurs de 2020, albergaria el concurs de 2021. La cap de delegació francesa, Alexandra Redde-Amiel, havia declarat anteriorment que France Télévisions desitjava acollir el concurs.
El 20 de maig de 2021, durant la roda de premsa de France Télévisions i la UER, es va confirmar que el concurs se celebraria a la ciutat de París. Va ser la segona vegada consecutiva que el concurs es va realitzar en una ciutat capital.

### Supervisor executiu
Des de l'any anterior, es va dir que el suec Martin Österdahl seria nomenat supervisor executiu del Festival de la Cançó d'Eurovisió, com a successor del noruec Jon Ola Sand.

## Països participants

### Cançons i selecció
| País i TV anfitriona   | Títol original de la cançó                    | Artista                               | Procés i data de selecció                                                     |
| País i TV anfitriona   | Traducció al català                           | Idiomes                               | Procés i data de selecció                                                     |
| ---------------------- | --------------------------------------------- | ------------------------------------- | ----------------------------------------------------------------------------- |
| Albània RTSH           | «Stand by you»                                | Anna Gjebrea                          | Junior Fest, 24-10-2021                                                       |
| Albània RTSH           | «Donar-te suport»                             | Albanès i anglès                      | Junior Fest, 24-10-2021                                                       |
| Alemanya ARD/ZDF       | «Imagine Us»                                  | Pauline Steinmüller                   | Wer fährt nach Paris?, 10-09-2021                                             |
| Alemanya ARD/ZDF       | «Imagina'ns»                                  | Alemany i anglès                      | Wer fährt nach Paris?, 10-09-2021                                             |
| Armènia AMPTV          | «Qami Qami» («Քամի Քամի»)                     | Maléna                                | Selecció interna, 17-11-2021 (Presentació de la cançó, 19-11-2021)            |
| Armènia AMPTV          | «Vent, vent»                                  | Armeni i anglès                       | Selecció interna, 17-11-2021 (Presentació de la cançó, 19-11-2021)            |
| Azerbaidjan İctimai    | «One Of Those Days»                           | Sona Azizova                          | Selecció interna, 16-08-2021 (Presentació de la cançó, 17-11-2021)            |
| Azerbaidjan İctimai    | «Un d'aquells dies»                           | Àzeri i anglès                        | Selecció interna, 16-08-2021 (Presentació de la cançó, 17-11-2021)            |
| Bulgària BNT           | «Voice of Love»                               | Denislava Dimitrova & Martin Stoyanov | Selecció interna, 08-11-2021 (Presentació de la cançó, 13-11-2021)            |
| Bulgària BNT           | «Veu de l'amor»                               | Búlgar i anglès                       | Selecció interna, 08-11-2021 (Presentació de la cançó, 13-11-2021)            |
| Espanya RTVE           | «Reír»                                        | Levi Díaz                             | Selecció interna, 16-09-2021 (Presentació de la cançó, 18-10-2021)            |
| Espanya RTVE           | «Riure»                                       | Castellà                              | Selecció interna, 16-09-2021 (Presentació de la cançó, 18-10-2021)            |
| França France 2        | «Tic Tac»                                     | Enzo Hilaire                          | Selecció interna, 21-10-2021                                                  |
| França France 2        | —                                             | Francès                               | Selecció interna, 21-10-2021                                                  |
| Geòrgia GPB            | «Let's Count The Smiles»                      | Nikoloz Kajaia                        | Ranina 2021, 13-11-2021                                                       |
| Geòrgia GPB            | «Contem els somriures»                        | Georgià, anglès i francès             | Ranina 2021, 13-11-2021                                                       |
| Irlanda TG4            | «Saor (Disappear)»                            | Maiú Levi Lawlor                      | Junior Eurovision Éire 2021, 17-10-2021 (Presentació de la cançó, 16-11-2021) |
| Irlanda TG4            | «Desaparèixer»                                | Irlandès, anglès i francès            | Junior Eurovision Éire 2021, 17-10-2021 (Presentació de la cançó, 16-11-2021) |
| Itàlia RAI             | «Specchio (Mirror on the Wall)»               | Elisabetta Lizza                      | Selecció interna, 11-11-2021 (Presentació de la cançó, 12-11-2021)            |
| Itàlia RAI             | «Mirall (Mirall a la paret)»                  | Italià i anglès                       | Selecció interna, 11-11-2021 (Presentació de la cançó, 12-11-2021)            |
| Kazakhstan Khabar      | «Ertegı Älemı (Fairy World)» («Ертегі Əлемі») | Beknur Jánibekuly & Álınur Khamzin    | Final Nacional, 06-11-2021                                                    |
| Kazakhstan Khabar      | «Món de fades»                                | Kazakh i francès                      | Final Nacional, 06-11-2021                                                    |
| Macedònia del Nord MRT | «Green Forces»                                | Dajte Muzika                          | Selecció interna, 12-10-2021 (Presentació de la cançó, 12-11-2021)            |
| Macedònia del Nord MRT | «Forces verdes»                               | Macedònic i anglès                    | Selecció interna, 12-10-2021 (Presentació de la cançó, 12-11-2021)            |
| Malta PBS              | «My Home»                                     | Ike Mizzi & Kaya Gouder Curmi         | MJESC, 16-10-2021                                                             |
| Malta PBS              | «La meva llar»                                | Anglès                                | MJESC, 16-10-2021                                                             |
| Països Baixos AVROTROS | «Mata Sugu Aō Ne» («またすぐ会おうね»)        | Ayana Voss                            | Junior Songfestival, 25-09-2021                                               |
| Països Baixos AVROTROS | «Fins Aviat»                                  | Neerlandès, anglès i japonès          | Junior Songfestival, 25-09-2021                                               |
| Polònia TVP            | «Somebody»                                    | Sara James                            | Szansa na Sukces - Eurowizja Júnior, 26-09-2021                               |
| Polònia TVP            | «Algú»                                        | Polonès i anglès                      | Szansa na Sukces - Eurowizja Júnior, 26-09-2021                               |
| Portugal RTP           | «O Rapaz»                                     | Simão Oliveira                        | The Voice Kids Portugal, 19-04-2021 (Presentació de la cançó, 12-11-2021)     |
| Portugal RTP           | «El noi»                                      | Portuguès                             | The Voice Kids Portugal, 19-04-2021 (Presentació de la cançó, 12-11-2021)     |
| Rússia VGTRK           | «Mon ami»                                     | Tatyana Mezhentseva                   | Final Nacional, 26-10-2021                                                    |
| Rússia VGTRK           | «Mi amigo»                                    | Rus, francès i anglès                 | Final Nacional, 26-10-2021                                                    |
| Sèrbia RTS             | «Oči deteta (Children's Eyes)» («Очи детета») | Jovana Radonjić & Dunja Zivković      | Selecció interna, 05-10-2021 (Presentació de la cançó, 28-10-2021)            |
| Sèrbia RTS             | «Els ulls dels nens»                          | Serbi i anglès                        | Selecció interna, 05-10-2021 (Presentació de la cançó, 28-10-2021)            |
| Ucraïna UA:PBC         | «Vazhil» («Важіль»)                           | Olena Usenko                          | Final Nacional, 24-10-2021                                                    |
| Ucraïna UA:PBC         | «Palanca»                                     | Ucraïnès                              | Final Nacional, 24-10-2021                                                    |

## Festival

### Ordre d'actuació
| Núm. | País               | Artista(es)                         | Cançó                           | Lloc | Punts |
| ---- | ------------------ | ----------------------------------- | ------------------------------- | ---- | ----- |
| 01   | Alemanya           | Pauline                             | «Imagine Us»                    | 17   | 61    |
| 02   | Geòrgia            | Niko Kajaia                         | «Let’s Count The Smiles»        | 4    | 163   |
| 03   | Polònia            | Sara James                          | «Somebody»                      | 2    | 218   |
| 04   | Malta              | Ike & Kaya                          | «My Home»                       | 12   | 97    |
| 05   | Itàlia             | Elisabetta Lizza                    | «Specchio (Mirror On The Wall)» | 10   | 107   |
| 06   | Bulgària           | Denislava & Martin                  | «Voice Of Love»                 | 16   | 77    |
| 07   | Rússia             | Tanya Mezhentseva                   | «Mon Ami»                       | 7    | 124   |
| 08   | Irlanda            | Maiú Levi Lawlor                    | «Saor (Disappear)»              | 18   | 44    |
| 09   | Armènia            | Maléna                              | «Qami Qami»                     | 1    | 224   |
| 10   | Kazakhstan         | Alinur Khamzin & Beknur Zhanibekuly | «Ertegı Älemı (Fairy World)»    | 8    | 121   |
| 11   | Albània            | Anna Gjebrea                        | «Stand By You»                  | 14   | 84    |
| 12   | Ucraïna            | Olena Usenko                        | «Vazhil»                        | 6    | 125   |
| 13   | França             | Enzo                                | «Tic Tac»                       | 3    | 187   |
| 14   | Azerbaidjan        | Sona Azizova                        | «One Of Those Days»             | 5    | 151   |
| 15   | Països Baixos      | Ayana                               | «Mata Sugu Aō Ne»               | 19   | 43    |
| 16   | Espanya            | Levi Díaz                           | «Reír»                          | 15   | 77    |
| 17   | Sèrbia             | Jovana & Dunja                      | «Oči Deteta (Children’s Eyes)»  | 13   | 86    |
| 18   | Macedònia del Nord | Dajte Muzika                        | «Green Forces»                  | 9    | 114   |
| 19   | Portugal           | Simão Oliveira                      | «O Rapaz»                       | 11   | 101   |

### Taula de puntuacions

#### Màximes puntuacions
| Núm. | A                  | De                                          |
| ---- | ------------------ | ------------------------------------------- |
| 3    | França             | Geòrgia, Països Baixos, Sèrbia              |
| 3    | Rússia             | Kazakhstan, Azerbaidjan, Macedònia del Nord |
| 3    | Geòrgia            | Malta, Armènia, França                      |
| 2    | Polònia            | Alemanya, Irlanda                           |
| 2    | Armènia            | Polònia, Portugal                           |
| 2    | Azerbaidjan        | Itàlia, Ucraïna                             |
| 2    | Ucraïna            | Bulgària, Espanya                           |
| 1    | Kazakhstan         | Rússia                                      |
| 1    | Macedònia del Nord | Albània                                     |

### Desplegament de votacions
| Posició | Jurat              | Punts |
| ------- | ------------------ | ----- |
| 1       | França             | 120   |
| 2       | Polònia            | 116   |
| 3       | Armènia            | 115   |
| 4       | Azerbaidjan        | 109   |
| 5       | Geòrgia            | 104   |
| 6       | Rússia             | 74    |
| 7       | Kazakhstan         | 64    |
| 8       | Ucraïna            | 62    |
| 9       | Itàlia             | 60    |
| 10      | Macedònia del Nord | 55    |
| 11      | Malta              | 47    |
| 12      | Albània            | 45    |
| 13      | Bulgària           | 39    |
| 14      | Espanya            | 30    |
| 15      | Sèrbia             | 24    |
| 16      | Alemanya           | 15    |
| 17      | Països Baixos      | 9     |
| 18      | Portugal           | 9     |
| 19      | Irlanda            | 5     |

| Posició | Votació en línia   | Punts |
| ------- | ------------------ | ----- |
| 1       | Armènia            | 109   |
| 2       | Polònia            | 102   |
| 3       | Portugal           | 92    |
| 4       | França             | 67    |
| 5       | Ucraïna            | 63    |
| 6       | Sèrbia             | 62    |
| 7       | Geòrgia            | 59    |
| 8       | Macedònia del Nord | 59    |
| 9       | Kazakhstan         | 57    |
| 10      | Rússia             | 50    |
| 11      | Malta              | 50    |
| 12      | Itàlia             | 47    |
| 13      | Espanya            | 47    |
| 14      | Alemanya           | 46    |
| 15      | Azerbaidjan        | 42    |
| 16      | Albània            | 39    |
| 17      | Irlanda            | 39    |
| 18      | Bulgària           | 38    |
| 19      | Països Baixos      | 34    |

## Altres països
Perquè un país sigui elegible com a potencial participant del Festival d'Eurovisió Júnior, necessita ser membre actiu de la UER. No obstant això, es reserva el dret a convidar a membres associats, com és el cas de l'ABC d'Austràlia o Khabar del Kazakhstan.

### Membres actius de la UER
- Austràlia: SBS va informar el 7 d'agost de 2021 en unes declaracions que sempre intentaran oferir més Eurovisió a la seva audiència, per la qual cosa va deixar la porta oberta a la seva participació en aquesta edició. El 25 d'agost de 2021, ABC va anunciar que es desvinculava de la participació australiana; però encara quedava la possibilitat que SBS participés. Finalment, el 27 d'agost de 2021 va anunciar que no tornaria en aquesta edició a causa de les restriccions de viatge actuals.[30][31]

- Àustria: Va anunciar el 14 de juny de 2021 que no debutaria en aquesta edició.[32]

- Bèlgica: VRT ja havia anunciat el 7 d'abril de 2021 que no tornaria en aquesta edició. Encara quedava l'emissora francòfona RTBF per donar la seva resposta per a la participació i retorn de Bèlgica en l'edició de 2021. No obstant això, el 28 de juny de 2021, la directora de l'emissora francòfona va decidir també no participar al concurs davant la negativa de VRT i també va dir que el festival és costós de moment, fins i tot se suma la falta d'interès de les 2 emissores, segons mitjans informatius. Per tant, el país queda un any més fora del concurs infantil.[33]

- Croàcia: Va anunciar el 30 d'agost de 2021 que no tornaria en aquesta edició.[34]

- Escòcia: La cadena BBC Alba va declarar el 24 de febrer de 2021 que no estaven disposats a debutar en 2021.[35]

- Eslovàquia: Va anunciar el 18 de juny de 2021 que no debutaria en aquesta edició. Malgrat haver dit que no havia tancat les portes a Eurovisió Júnior, RTVS va descartar concursar en el concurs infantil enguany.[36]

- Eslovènia: Va anunciar el 9 de juliol que no tornaria en aquesta edició.[37]

- Estònia: Va anunciar el 8 de juny de 2021 que no debutaria en aquesta edició.[38]

- Finlàndia: Va anunciar el 2 d'abril de 2021 que no debutaria en aquesta edició.[39]

- Gal·les: La cadena gal·lesa S4C va anunciar el 17 de febrer de 2021 per Twitter que no participaria en aquesta edició.[40]

- Grècia: Va anunciar el 9 de juliol que no tornaria en aquesta edició.[41]

- Islàndia: Va anunciar el 20 d'abril de 2021 que no debutaria en aquesta edició.[42]

- Israel: Va anunciar l'11 de juny de 2021 que no tornaria a aquesta edició.[43]

- Letònia: Va anunciar el 3 de juny de 2021 que no tornaria en aquesta edició.[44]

- Lituània: Va anunciar el 29 de juny de 2021 que no tornaria en aquesta edició. Els motius donats pel director general de Lietuvos Radijas ir Televizija van ser que l'emissora es va absentar pels costos inviables i la baixa audiència que tenien mentre participaven en aquest concurs. Per tant, Lituània queda un any més fora del concurs infantil.[45]

- Moldàvia: Va anunciar el 16 de juny de 2021 que no tornaria en aquesta edició.[46]

- Noruega: El 22 de febrer de 2021 la cadena NRK va anunciar per Twitter que seria molt difícil que el país tornés al concurs.[47] Finalment, el 2 d'abril de 2021, NRK va confirmar que no tornarien en aquesta edició.[48]

- República Txeca: Va anunciar el 6 d'abril de 2021 que no debutaria en aquesta edició.[49]

- Romania: Va anunciar el 7 de juliol de 2021 que no tornaria en aquesta edició.[50]

- San Marino: Va anunciar el 22 de juny de 2021 que no tornaria en aquesta edició.[51]

- Suècia: Va anunciar el 10 de maig de 2021 que no tornaria en aquesta edició.[52]

- Suïssa: Va anunciar el 26 d'abril de 2021 per Twitter que no tornaria en aquesta edició.[53]

- Xipre: Va anunciar el 25 d'agost de 2021 que no tornaria en aquesta edició.[54]

### Països no membres de la UER
Belarús: Encara que Belarús havia participat en totes les edicions d'Eurovisió Júnior abans de 2021, l'emissora del país BTRC va ser suspesa de la UER el 28 de maig de 2021, per la qual cosa la participació en JESC no pot ser possible. Des de l'1 de juliol de 2021, BTRC va ser oficialment suspesa de tots els festivals organitzats per la UER fins a l'1 de juliol de 2024. No obstant això, la suspensió de BTRC estarà subjecta a revisions periòdiques en les reunions del grup executiu de la UER, per la qual cosa la seva participació no estaria del tot tancada.